# Take Away
Take Away je třetí singl americké raperky Missy Elliott z alba Miss E… So Addictive.Ve skladbě hostuje americký R&B zpěvák Ginuwine a v singlové verzi i objev Missy Elliott americká R&B zpěvačka Tweet.
Video bylo věnováno zesnulé zpěvačce Aaliyah.

## Track list

### CD Maxi Singl
1. "Take Away " (Radio Edit)
2. "Take Away" (Album Version)
3. "One Minute Man" (Original Version)
4. "Get Ur Freak On" (Superchumbo Superfreak on Remixt)
5. "Get Ur Freak On" (Enhanced)

### Vinyl Singl
1. "Take Away" (featuring Ginuwine) (LP Version)
2. "Take Away" (featuring Ginuwine & introducing Tweet) (Radio Edit)
3. "One Minute Man" (featuring Ludacris & Trina) (Original LP Version)

## Charts
| Chart                                       | Nejvyšší Pozice |
| ------------------------------------------- | --------------- |
| Billboard Hot 100                           | #45             |
| Billboard Hot R&B/Hip-Hop Songs             | #15             |
| Billboard Hot R&B/Hip-Hop Airplay           | #12             |
| Billboard Hot 100 Airplay                   | #53             |
| Billboard Hot R&B/Hip-Hop Recurrent Airplay | #7              |